# Málaš
Málaš (Hongaars: Málas) is een Slowaakse gemeente in de regio Nitra, en maakt deel uit van het district Levice.
Málaš telt 500 inwoners.